# أيمن سلطاني
أيمن سلطاني (1 ديسمبر 1987 الدهماني تونس - ) هو لاعب كرة قدم تونسي يلعب كمهاجم.

## روابط خارجية
- أيمن سلطاني على موقع قاعدة بيانات كرة القدم.إي يو (الإنجليزية)
- أيمن سلطاني على موقع Soccerway.com (الإنجليزية)